# سرنوشت خشمگین
سرنوشت خشمگین (به انگلیسی: The Fate Of The Furious) که با عنوان‌هایی نظیر سریع و خشمگین ۸ و اف۸ نیز شناخته می‌شود، یک فیلم اکشن آمریکایی به نویسندگی کریس مورگن و کارگردانی اف. گری گری است. این فیلم هشتمین قسمت در مجموعه فیلم‌های سریع و خشمگین به‌شمار می‌رود و شامل بازیگرانی همچون وین دیزل، دوئین جانسون، جیسون استاتهام، میشل رودریگز، تایریس گیبسون، لوداکریس، ناتالی امانوئل و شارلیز ترون می‌شود.

## داستان
دومینیک تورتو همراه با نامزدش لتی، برای گذراندن ماه عسل به هاوانا سفر می‌کنند، در آنجا زنی تبهکار به نام سایفر به او پیشنهاد همکاری می‌دهد و از او می‌خواهد تا به او و گروه تبهکارش بپیوندد؛ او فیلمی را در موبایلش به تورتو نشان می‌دهد و تورتو همکاری با او را قبول می‌کند. تورتو رو در روی دوستانش قرار می‌گیرد و همین موضوع باعث تعجب دوستانش می‌شود.
لوک هابز دیپلمات سرویس امنیت، گروه تورتو: تج، رومن، لتی و رمزی را استخدام می‌کند تا جلوی نقشه‌های سایفر را بگیرند اما تورتو به دستور سایفر، یک دستگاه الکترومغناطیسی را در یک پایگاه نظامی در برلین می‌دزد و هابز و تیمش شکست می‌خورند.

هابز به خاطر این شکست در همان زندان امنیتی که دکارد شاو قرار دارد، زندانی می‌شود؛ دو نفر که میانه خوبی با هم ندارند، هردو به روش خود و با کمک آقای هیچکس از زندان فرار می‌کنند و آزاد می‌شوند. آقای هیچ‌کس، گروه تورتو را دور هم جمع می‌کند و از دکارد شاو و لوک هابز نیز می‌خواهد تا برای پیدا کردن تورتو و سایفر با گروه همکاری کنند. در این بین دلیل همکاری تورتو با سایفر مشخص می‌شود؛ سایفر فرزند و دوست‌دختر سابق تورتو، الینا را گروگان گرفته و برای همین او را مجبور به همکاری کرده است.

سایفر، تورتو را برای به دست آوردن یک چمدان هسته‌ای از وزیر دفاع روسیه به نیویورک می‌فرستد. تورتو برای مدت کوتاهی و دور از چشم سایفر با مادر دکارد شاو ملاقات می‌کند، سپس با اعضای گروهش برخورد می‌کند و دکارد شاو را نیز به ظاهر می‌کشد و به تنهایی با لتی رو‌‌به‌رو می‌شود. لتی چمدانی که او دزدیده است را بر‌می‌دارد ولی تورتو نمی‌تواند مانع او شود؛ با این حال سایفر به کمک عامل خود نهایتا چمدان را به دست می‌آورد و برای نشان دادن جدیت خود الینا را جلوی چشمان تورتو می‌کشد.

مشخص می‌شود هدف سایفر دزدیدن یک زیر دریایی اتمی و پرتاب موشک اتمی است؛ هابز همراه گروه اش به روسیه می‌روند تا دوباره جلوی سایفر و تورتو را بگیرند. دکارد شاو که پیش از این در تلاش قبلی گروه برای متوقف کردن تورتو به نظر کشته شده بود، به‌طور پنهانی و به واسطه مادرش با تورتو ارتباط برقرار کرده بوده و با برادرش به هواپیمای سایفر نفوذ می‌کند و جان فرزند تورتو را نجات می‌دهد. تورتو که خیالش از فرزندش راحت می‌شود دوباره به تیم خود بازمی‌گردد و سایفر را شکست می‌دهد.

## نقش‌ها
- وین دیزل در نقش دومینیک تورتو
- دوئین جانسون در نقش لوک هابز
- جیسون استاتهام در نقش دکارد شاو
- میشل رودریگز در نقش لتی اورتیز
- تایریس گیبسون در نقش رومن پیرس
- لوداکریس در نقش تج پارکر
- اسکات ایستوود در نقش اریک ریسنر
- ناتالی امانوئل در نقش مگان رمزی
- السا پاتاکی در نقش الینا
- کرت راسل در نقش فرانک پتی/آقای هیچکس
- شارلیز ترون در نقش سایفر
- لوک ایوانز در نقش اوون شاو
- هلن میرن در نقش مگدالن شاو: مادر دکارد و اوون

## درآمد
سرنوشت خشمگین با بودجه تولیدی ۲۵۰ میلیون دلاری ۲۲۶ میلیون دلار در ایالات متحده و کانادا و ۱٫۰۱۰ میلیارد دلار در سایر مناطق به مجموع ۱٫۲۳۶ میلیارد دلار در سراسر جهان فروخت. این فیلم در ۱۲ آوریل ۲۰۱۷ در ۶۴ منطقه در سراسر جهان از جمله تقریباً تمام بازارهای اصلی (منهای ژاپن) اکران شد و پیش‌بینی می‌شد در آخر هفته افتتاحیه پنج روزه خود بین ۳۷۵ تا ۴۴۰ میلیون دلار درآمد داشته باشد. تا پایان آخر هفته، از نزدیک به ۲۳۰۰۰ نمایش، ۵۳۹٫۹ میلیون دلار درآمد کسب کرد، بسیار بالاتر از پیش بینی های اولیه، تا بزرگترین افتتاحیه جهانی در تاریخ سینما را در آن زمان به دست آوَرَد که بعدها فیلم انتقام‌جویان: جنگ ابدیت (۲۰۱۸) از آن پیشی گرفت. این سومین باری بود که یک فیلم در یک آخر هفته بیش از ۵۰۰ میلیون دلار پس از جنگ ستارگان: نیرو برمی خیزد (۲۰۱۵) (۵۲۹ میلیون دلار) و دنیای ژوراسیک (۲۰۱۵) (۵۲۵٫۵ میلیون دلار) درآمد کسب کرد. در ۳۰ آوریل ۲۰۱۷، فیلم از مرز ۱ میلیارد دلار عبور کرد و پس از سریع و خشن ۷ به دومین فیلم در این فرنچایز تبدیل شد که به این حد نساب می‌رسد.